# Ридана (Болцано)
Ридана је насеље у Италији у округу Болцано, региону Трентино-Јужни Тирол.
Према процени из 2011. у насељу је живело 165 становника. Насеље се налази на надморској висини од 1353 м.